# Вилхелм II фон Бронкхорст
Вилхелм II фон Бронкхорст (на немски: Wilhelm von Bronckhorst; на нидерландски: Willem II van Bronckhorst; † 1290) е господар на Бронкхорст в Нидерландия и на Рекхайм/Рекем (в Ланакен, Белгия).

## Произход
Той е син на Гизберт III фон Бронкхорст († 1241) и съпругата му Кунигунда фон Олденбург († сл. 1264/ок. 1290), дъщеря на граф Мориц I фон Олденбург († сл. 1209) и Салома фон Аре-Хохщаден-Викрат. Внук е на Вилхелм I фон Бронкхорст († сл. 1226) и брат на Гизелберт фон Брункхорст († 18 ноември 1306), архиепископ на Бремен (1273 – 1306). Брат е на Гизелберт фон Брункхорст († 18 ноември 1306), архиепископ на Бремен (1273 – 1306), и Ода фон Брункхорст, омъжена за Йохан Шеларт.

## Фамилия
Вилхелм II фон Бронкхорст се жени за Ермгард ван Рандероде († сл. 1264), дъщеря на Лодевийк ван Рандероде. Те имат децата:
- Кунигунда фон Бронкхорст († 29 март 1299), омъжена 1270 г. за граф Ото II фон Дале, господар на Дипенхайм († 1257/сл. 1282), син на граф Хайнрих II фон Дале († ок. 1272) и Берта фон Бентхайм (* 1215)
- Гизберт IV фон Бронкхорст († сл. 1315), господар на Бронкхорст, Рекем Рекхайм/Рекем, женен за Елизабет фон Щайнфуртфон Щайнфурт († сл. 1281/1347)
- Йохан фон Бронкхорст († 25 юни 1346), пробст в Елст и Утрехт (1322 – 1323) и вероятно 1341 г. избиран за архиепископ на Утрехт, но не успява
- Лудвиг фон Бронкхорст († пр. 3 април 1329), домпробст в Хамбург (1302 – 1314), пробст в Синт-Ансгар в Бремен (пр. 1329)
- Хайлвиг фон Бронкхорст († 1310), омъжена 1289 г. за граф Хайнрих I фон Холщайн-Рендсбург (1258 – 1304)
- Флоренц фон Бронкхорст († 1308, Авиньон), 1307 г. избран за архиепископ на Бремен